# ぎんざナイトナイト
『ぎんざナイトナイト』は、TBS系列で、1972年10月 - 1975年頃まで平日深夜に放送していたバラエティ番組である。当初の放送時間は23:30 - 24:30。

## 概要
「ぎんざNOW!」とともに、同時期に銀座三越別館2階にオープンした公開スタジオ「GINZAテレサ」からの生放送として開始した。後にオイルショックの影響で24:00に短縮された。
後期は、2013年7月現在テレビキャスターとして活動中の大沼啓延が、この番組を手がけたことがあった。

## 出演者
- 黒沢良　-　司会
- 左とん平 - 「とん平のヘイ・ユー! インタビュー」コーナー担当
- キャシー中島 - 月曜日担当アシスタント

| TBSテレビ 平日深夜のバラエティ | TBSテレビ 平日深夜のバラエティ | TBSテレビ 平日深夜のバラエティ |
| 前番組                         | 番組名                         | 次番組                         |
| ------------------------------ | ------------------------------ | ------------------------------ |
| ナイトUP                       | ぎんざナイトナイト             | テレサG                        |

| スタブアイコン | サブスタブ | この項目は、まだ閲覧者の調べものの参照としては役立たない、テレビ番組に関連した書きかけの項目です。この項目を加筆・訂正などしてくださる協力者を求めています（P:テレビ/PJ:放送または配信の番組）。 |